# Цыновля
Цыновля — река в России, протекает по границе между Новгородской областью и Тверской областью. Истоки реки расположены у водораздела с бассейном Волги в Осташковском районе Тверской области и Демянском районе Новгородской области Устье реки находится в 38 км по правому берегу реки Щебереха между Осташковским районом Тверской области и Марёвским районом Новгородской области. Длина реки составляет 24 км.
Справа в Цыновлю впадает Ольховец, слева Песчанка.
По берегам реки населённых пунктов нет.

## Данные водного реестра
По данным государственного водного реестра России относится к Балтийскому бассейновому округу, водохозяйственный участок реки — Ловать и Пола, речной подбассейн реки — Волхов. Относится к речному бассейну реки Нева (включая бассейны рек Онежского и Ладожского озера).
Код объекта в государственном водном реестре — 01040200312102000021953.